# 王天琦
王天琦（1968年5月—），安徽萧县人，汉族，中国共产党党员。中华人民共和国政治人物、第十三届全国人民代表大会江苏地区代表。

## 生平
2013年5月，任宿迁市市长；
2018年3月，任江苏省环境保护厅厅长；
2023年5月，任江苏省财政厅厅长。
2018年2月24日，当选为第十三届全国人大代表。